# Maserati Mistral
La Maserati Mistral è un'autovettura della casa automobilistica italiana Maserati costruita dal 1963 al 1970.

## Il contesto
Il nome è la traduzione francese di Maestrale, vento freddo della Francia meridionale: fu suggerito dall'importatore francese della casa del Tridente (prima di una lunga serie di Maserati con nomi di venti). La Mistral (siglata internamente Tipo 109 e presentata originariamente col nome di 3500 GT 2 posti) rimpiazzava la 3500 GT e come la sua antenata era disponibile in versione coupé e spider (prodotte rispettivamente in 844 e 124 esemplari) disegnate però da Pietro Frua.

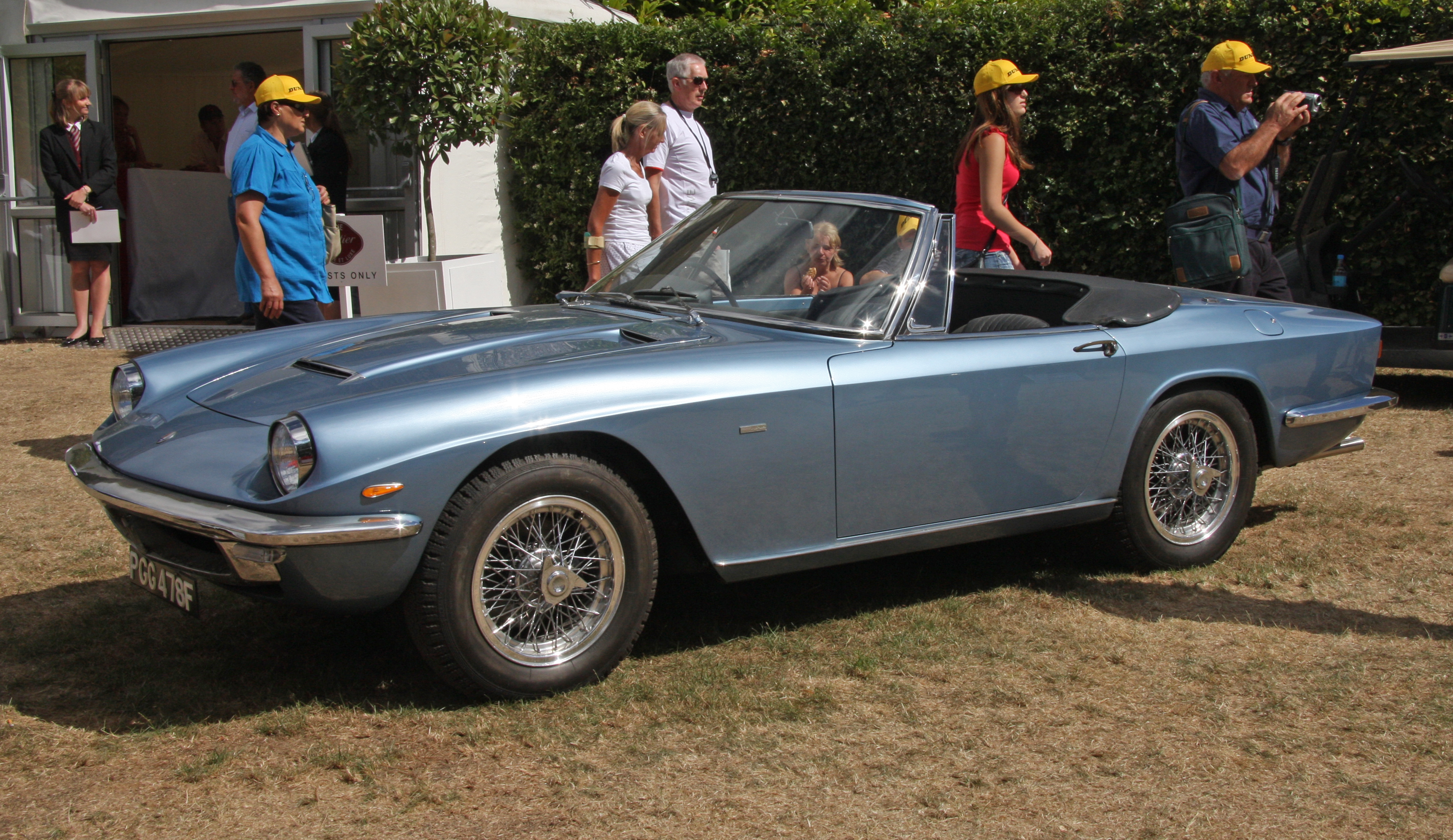
La versione spider

La Mistral è l'ultima Maserati a montare il motore a 6 cilindri in linea bialbero a doppia accensione derivato da quello della 250 F, la monoposto di Formula 1 campione del mondo 1957 con Juan Manuel Fangio. Il motore adotta camere di combustione emisferiche e, per l'occasione, era stato equipaggiato con un sistema di iniezione indiretta Lucas (una primizia per una sportiva italiana). Nonostante l'impianto Lucas migliorasse le prestazioni, diversi proprietari di Mistral (specialmente negli USA) lo sostituirono con carburatori Weber, date le difficoltà di regolazione dell'iniezione.
La Mistral venne lanciata con il 3,5 litri già montato sulle 3500 GT da 235 CV (furono prodotte 3 coupé e 27 spider); subito dopo vennero resi disponibili un 3,7 litri da 245 CV (387 coupé e 46 spider) e un 4 litri da 255 CV (454 coupé e 51 spider). Il cambio era uno ZF a 5 marce.
Presentata al Salone dell'automobile di Torino del 1963, la Mistral, nella sua carrozzeria disegnata da Frua, è considerata una delle più belle Maserati di sempre. La Mistral ha alcuni elementi che hanno poi ispirato gran turismo successive: lo stesso Frua ad esempio riprese il frontale e altri stilemi della Maserati sulla AC Frua, vettura GT basata sulla AC Cobra.